# Viktor Boudianski
Viktor Igorevitch Boudianski (en russe : Виктор Игоревич Будянский) (né le 12 janvier 1984 à Vovtchansk, alors en Union Soviétique, aujourd'hui en Ukraine) est un footballeur russe.
Joueur formé à la Juventus et évoluant au poste de milieu de terrain, il apparaît pour la 1re fois dans la Serie A en 2004.

## Biographie

### Les débuts
À l'âge de trois ans, la famille Boudianski déménage et s'installe à Stary Oskol, dans l'oblast de Belgorod où l'enfant grandit, bercé dans l'univers du football. Son père l'initie tôt à la pratique de ce sport et l'inscrit, à l'âge de 7 ans, au FC Metallurg de Stary Oskol.  Il poursuit ses classes au Saliout-Energiya Belgorod, puis à l'Akademika de Moscou.
Sélectionné dans l'équipe de Russie de football des moins de 16 ans, il participe au tournoi final du championnat d'Europe 2001 de cette catégorie, qui se déroule du 22 avril au 6 mai en Angleterre. L'équipe russe est éliminée en quart de finale, le 30 avril 2001, par la France, la future finaliste, sur le score de 2 buts à 0.
C'est lorsqu'il est junior à l'Akademika à Moscou, que des recruteurs de la Juventus le remarquent. 

### L'Italie
En 2001, à l'âge de 17 ans, il signe un contrat de cinq ans avec le célèbre club turinois. Il joue avec l'équipe réserve de la Vieille Dame durant deux saisons et demie avant sa 1re titularisation et ses débuts dans la Serie A, le 2 mai 2004, dans la rencontre contre le Perouse Calcio, soldée par une défaite (1-0). Il n'est aligné qu'une seconde fois au cours de cette saison 2003-2004, pour laquelle il totalise un modeste temps de jeu de 89 minutes.
Il est prêté la saison suivante à la Reggina Calcio où il est seulement 2 fois titularisé à cause, entre autres, d'une blessure au genou.  
À la fin de ce prêt, Victor Boudianski désire soit évoluer dans un club d'Europe de l'Est, soit réintégrer les effectifs de la Juventus mais cette dernière le prête, pour la saison 2005-2006, à l'US Avellino, club de la Serie B.
Au cours de cette saison campanienne, il joue 28 rencontres et ouvre enfin son compteur de but avec une 1re réalisation. L'équipe termine à la 18e place du championnat, à égalité de points avec l'UC Albinoleffe et doit disputer contre ce dernier club un match de barrage en aller-retour afin d'assurer son maintien. À l'issue des 2 rencontres, les 2 équipes ont enregistré chacune une victoire mais l'US Avellino, pour une différence d'un but en sa défaveur, est relégué en Serie C1.
En juillet 2006, à la suite du scandale majeur concernant la désignation des arbitres dans le championnat italien, la Juventus est rétrogradée en Serie B. Viktor Boudianski pense alors sérieusement intégrer à nouveau l'effectif du club turinois mais, une nouvelle fois, il est prêté pour une année à l'Ascoli Calcio, une équipe évoluant en Serie A. Il est titularisé à 31 reprises, à un temps de jeu cumulé de 2 671 minutes, le plus important depuis son arrivée en Italie et inscrit 3 buts lors de cette saison 2006-2007. L'Ascoli Calcio termine 19e et avant-dernier du championnat, place qui condamne le club à la relégation.
En juillet 2007, la Juventus se sépare de Viktor Boudianski, acquis par l'Udinese Calcio. Il joue un seul match avec le club udinois en Serie A 2007-2008 puis il est prêté, en janvier 2008, à l'US Lecce, club en Serie B. Sa 1re des 14 titularisations lors de ce championnat a lieu le 26 avril 2008 lors de la 37e journée et le match retour, sur le terrain du Ravenne Calcio, remporté 3 buts à 1 par Lecce. L'équipe termine à la 3e place à la fin du championnat et Viktor Boudianski participe à 3 des 4 matchs de barrage, à l'issue desquels elle accède à la Serie A (demi-finale en aller-retour remportée face à l'équipe classée 6e, le Pise Calcio et finale en aller-retour également remportée face à l'UC Albinoleffe, classé 4e et vainqueur de la 2e demi-finale l'opposant au 5e, le Brescia Calcio).

### Le retour en Russie
En janvier 2009, après seulement 4 apparitions dans la Serie A 2008-2009, Viktor Boudianski est prêté au FK Khimki, club russe de Première ligue.

### L'équipe nationale
Le 18 mai 2007, le sélectionneur de l'Équipe de Russie, Guus Hiddink, le retient parmi l'effectif des joueurs appelé à participer, les 2 et 6 juin 2007, aux 2 rencontres de qualification pour l'euro 2008, face aux équipes d'Andorre et de la Croatie.
Les débuts de Viktor Boudianski en équipe nationale ont donc lieu le 2 juin 2007 à Saint-Pétersbourg, à la 57e minute de la rencontre contre l'Andorre, lorsqu'il remplace Iouri Jirkov. Ce match est aisément remporté par les russes, sur le score de 4-0, dont un triplé d'Aleksandr Kerjakov.
Quatre jours plus tard, au stade Maksimir de Zagreb, il est aligné dès le début du match contre la Croatie puis est remplacé, à la 46e minute, par Dmitri Torbinskiy.